# 米歇尔·韦勒贝克
米榭‧韋勒貝克（Michel Houellebecq；法語發音：[miʃɛl wɛlˈbɛk]；1956或1958年2月26日—），又称维勒贝克，原名米歇尔·托马（Michel Thomas），法国作家、电影制作人、诗人。作品因諷刺西方社會的意識形態聞名。
1991年，为美国恐怖小说作家霍華德·菲利普·洛夫克拉夫特著传记《H·P·洛夫克拉夫特：对抗世界，对抗生活》。

## 經歷
1958年，韋勒貝克生於法屬留尼旺島。
1980年，取得國立農業學院（Institut National d’Agronomie）學士學位。同年開始第一段婚姻。這段婚姻在4年後告吹。
他于2018年9月同他的华人伴侣Lysis Li Qianyun在巴黎结婚。

## 小說作品
1994年，发表第一本小说《抗争的延伸》。1998年发表小说《無愛繁殖》（Les particules élémentaires，或译《基本粒子》），2001年发表《平台》。2005年，發表《一個島的可能性》，獲法國文學同盟獎；後來被拍成同名電影，2008年在法國上映。2010年凭小说《地图与疆域》（La Carte et le territoire，或譯《地图与领土》）获龚古尔文学奖。2015年發表《屈服》。2019年1月4日发表《血清素》。
《一个岛的可能性》和《地图与疆域》有中文譯本出版。

## 作品列表

### 小說
- 《抗争的延伸》（Extension du domaine de la lutte, 1994）
- 《無愛繁殖》（ ,1998）
- 《蘭薩羅特島》（Lanzarote, 2000）：圖文書
- 《平台》（　,2001）
- 《一個島的可能性》（ ,2005）
- 《地图与疆域》（ ,2010）
- 《屈服》（Soumission, 2015）
- 《血清素》（ ,2019）
- ,2022

### 詩
- 《幸福的追尋》（ ,1992）
- 《戰鬥的意義》（ ,1996）
- 《新生》（ ,1999）

### 散文與雜文
- 《H·P·洛夫克拉夫特：对抗世界，对抗生活》（ ,1991）
- 《活著：方法》（ ,1991）
- 《介入》（ ,1998）：雜文集，收錄散文、訪談、書信與一些詩。
- 《大眾公敵》（ ,2008）：韋勒貝克與哲學家伯納德-亨利·列維間往來的書信集。
- 《叔本華》（ ,2017）
- 《介入2020》（ ,2020）